# Mosteiros Trás
Mosteiros Trás es una localidad caboverdiana del municipio de Mosteiros.

## Geografía
La localidad está situada en la isla de Fogo.

## Organización territorial
La localidad abarca el lugar de:
- Malhada